# Förstärkare

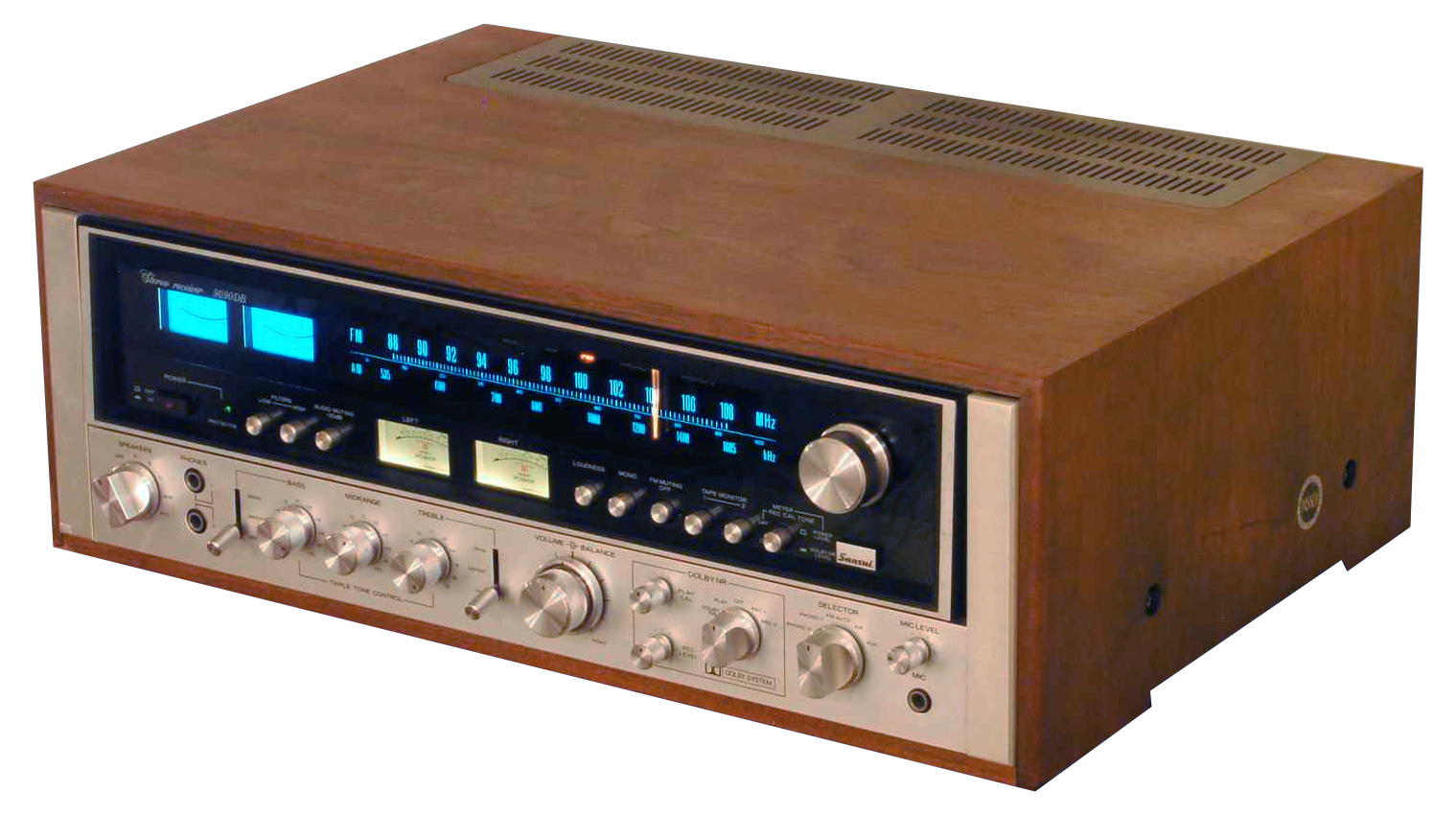
Sansui 9090DB receiver (förstärkare och radiodel).

Förstärkare används för att öka amplituden (multiplikativt) hos en elektrisk signal utan att, i övrigt, förändra dess utseende. 
Till förstärkaren kopplas högtalare eller hörlurar. Förstärkare används i radio- och TV-apparater för att öka amplituden (spänningen) eller strömstyrkan hos en signal och har i dessa sammanhang reglerbar förstärkningsgrad. Likaså ansluts andra ljudkällor som till exempel mikrofon, grammofon och CD-spelare till förstärkare. 
Förstärkare är också en viktig del av all tele- och datakommunikation.

## Klassificering
Förstärkarsteg indelas i klasser beroende på arbetssätt:

### Klass A

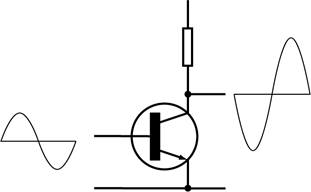
Klass A, single end-koppling

Förstärkarsteget är ledande 100 % av signalens period. Klass A-förstärkare har låg verkningsgrad: maximalt 50 % i mottaktkoppling vid full utstyrning (med sinusvåg) och mycket lägre vid liten utstyrning och/eller i single end-koppling. Den används mest i high-end- och småsignalsammanhang, där verkningsgraden och vikten är oviktig. Effektförlusterna omvandlas till värme som måste kylas bort med tyngande flänsar eller fläkt.

### Klass B

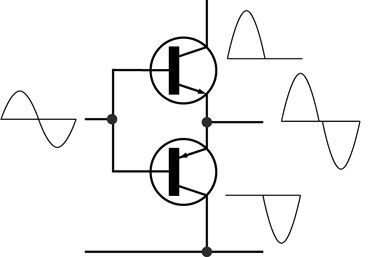
Klass B, mottaktkoppling

Förstärkarsteget leder under 50 % av signalens period. Vanligt är att man har två klass B-element i mottaktkoppling (engelska push-pull) där den ena förstärker den negativa delen av signalen och den andra den positiva delen. Detta är det vanligaste arbetssättet för effektförstärkare för audio. Verkningsgraden hos klass B-steg är ganska god (78 % för sinusvåg) och är mindre beroende av utstyrningsgraden än klass A.

### Klass AB
Är ett mellanting mellan klass A och klass B, där förstärkarsteget leder mer än 50 % – men mindre än 100 % – av perioden.

### Klass C
Är ett förstärkarsteg som leder mindre än 50 % av signalperioden. Används främst i radiofrekvenstillämpningar. 

### Klass D
Arbetar med så kallad switchteknik. Steget är antingen "på" eller "av" och sådana växlingar sker många gånger under en del av signalperioden med målet att medelvärdet skall beskriva den ursprungliga signalen så väl som möjligt, Klass D-förstärkare kan vara antingen analoga (triangelkomparerande eller frisvängande oftast) eller digitala. En verkningsgrad på runt 90 % är inte ovanligt att man kan nå.

### Andra klasser
Det finns fler arbetssätt för förstärkare än de ovan nämnda klasserna, och en klassificering ger inte alltid en rättvisande bild av hur förstärkaren fungerar. Ett exempel är principen ”current dumping” som används i audioförstärkare från den brittiska tillverkaren Quad. En sådan förstärkare kan beskrivas som en kraftig klass C-förstärkare parallellkopplad med en effektsvag klass A-förstärkare, där klass A-förstärkaren både förstärker den ursprungliga signalen och korrigerar den förvrängda utsignalen från klass C-förstärkaren.

## Receiver
En receiver är en radiomottagare med inbyggd förstärkare. Men kan även avse en enhet avsedd för "hemmabio"-tillämpningar, där även multikanalsförstärkare oftast ingår (5.1). Stöd för S/PDIF (digital ingång), Dolby Pro, DTS m.m. brukar ingå i de enheter som är avsedda för hemmabio.